# Eva Heiming
Eva Heiming (* 7. Dezember 1930 in Kiel) ist eine deutsche Kinderchirurgin.

## Leben
Der beruflichen Veränderungen ihres Vaters wegen kam sie über Frankfurt (Oder) und Berlin nach Liberec. In der Vertreibung der Deutschen aus der Tschechoslowakei musste die Familie das Sudetenland innerhalb von zwei Stunden verlassen. Nach einer monatelangen Flucht mit der Mutter und der 18 Monate alten kleinen Schwester erreichte die Familie Westdeutschland. Der Vater kam inzwischen aus der Kriegsgefangenschaft zurück. Erster Wohnort der Familie war Witten an der Ruhr. Dort bestand Eva Heiming 1950 die Abiturprüfung. Sie wollte immer Medizin studieren, scheiterte aber zunächst am Numerus clausus. Um die Wartezeit zu überbrücken und Geld zu verdienen, arbeitete sie zwei Jahre als Bankangestellte in Dortmund.

### Ausbildung am Niederrhein
Ab 1953 studierte sie an der Westfälischen Wilhelms-Universität Münster, der Rheinischen Friedrich-Wilhelms-Universität Bonn und der Medizinischen Akademie Düsseldorf Medizin. In Düsseldorf wurde sie 1958 zur Dr. med. promoviert. Es folgten zwei Jahre als Medizinalassistentin in Duisburg und Mönchengladbach (Innere Medizin, Gynäkologie). Die chirurgische Ausbildung durchlief sie ab 1960 am Krankenhaus Neuwerk in Mönchengladbach. Zur Weiterbildung in der Kinderchirurgie und der Kinderurologie war sie ab 1964 an der hochangesehenen Kinderklinik Amsterdamer Straße in Köln. Dort blieb sie als Oberärztin. 

### Chefärztin in Kassel
Der Deutsche Evangelische Frauenbund wählte sie (als Katholikin) 1975 zur Chefärztin der Kinderchirurgie in Kassels Park Schönfeld. Zu Schwerpunkten wurden Früh- und Neugeborene, die Kinderurologie, Schwerstverbrannte und Fehlbildungen wie Spina bifida und Hydrocephalus. Unter ihrer Ägide wuchs die Klinik von 6 auf 60 Betten. Sie vertrat die Kinderchirurgie in der Landesärztekammer Hessen und engagierte sich seit 1985 im Deutschen Ärztinnenbund, der sie in den Vorstand wählte. In Kassel war sie entscheidend an jährlich stattfindenden kinderchirurgisch-pädiatrischen Kongressen beteiligt, die von in- und ausländischen Gästen besucht wurden. Sie wurde zur Kongressgestaltung und zu Operationen mit weiteren deutschen Kollegen nach Saudi-Arabien eingeladen. Mit ihrer Klinik unterhielt sie eine Partnerschaft mit einer russischen Kinderklinik in Jaroslawl, was zu gegenseitigen Besuchen und Erfahrungsaustausch führte. Eigene Erfahrungen sammelte sie während ihrer Berufstätigkeit bei Besuchen in Kalifornien (Stanford, Los Angeles). 1995 wechselte sie in den Ruhestand. Sie operierte noch bei einem Besuch in Tansania mehrere Wochen in einer Kinderklinik und besuchte Gesundheitszentren in Kambodscha. Die Verwaltung von Pädiatrie und Kinderchirurgie im Park Schönfeld wurde 2003 in das Klinikum Kassel integriert. Man feierte 2009 das 100-jährige Bestehen von Park Schönfeld und zog 2011 in die Mönchebergstraße.

## Ehrungen
- Ehrennadel der Stadt Kassel (1995)
- Medaille des Hartmannbundes der Hessischen Ärztekammer
- Kronenkreuz in Gold der Diakonie
- Ehrenmitglied der Deutschen Gesellschaft für Kinderchirurgie (2016)[2]